# Zamarada fletcheri
Zamarada fletcheri là một loài bướm đêm trong họ Geometridae.